# Cierniooczek długonosy
Cierniooczek długonosy (Acantopsis choirorhynchos) – gatunek słodkowodnej lub brachicznej ryby z rodziny piskorzowatych (Cobitidae). Zamieszkuje dno strumieni, czystych potoków i rzek Azji Południowo-Wschodniej, od Indii przez rzeki Menam, Mekong, aż po Indonezję. Spotykany także na terenach zalewowych.

## Opis
Gatunek popularny w akwarystyce. Większość czasu jest praktycznie nie do zaobserwowania w akwarium, ponieważ jest zupełnie zakopana lub wystawia tylko głowę. W dodatku swoją aktywność prowadzi głównie w nocy. Jednak ze względu na przekopywanie dna jest to ryba bardzo pożyteczna. Usuwa resztki pokarmu i nieczystości w akwarium.
Sama głowa przypomina kształtem głowę konia, z czego wywodzi się jej angielska nazwa horse-faced loach (z ang. koniogłowy piskorz).
| Zalecane warunki w akwarium | Zalecane warunki w akwarium                         |
| --------------------------- | --------------------------------------------------- |
| Zbiornik                    | średni lub duży                                     |
| Temperatura wody            | 25–28 °C                                            |
| Twardość wody               | miękka do średniej                                  |
| Skala pH                    | 7–8,4                                               |
| pokarm                      | wszystkie rodzaje opadające na dno oraz żywy pokarm |

## Hodowla w akwarium
Ze względu na prowadzony tryb życia ryba ta powinna mieć podłoże drobnoziarniste i gładkie. Osiąga długość od 10 do 20 cm.